# Mbaye Diagne
Mbaye Diagne (Dakar, 1991. október 28. –) szenegáli válogatott labdarúgó.

## Pályafutása

### Kezdetek
A Szenegálban született Mbaye Olaszországban kezdte pályafutását az ASD Brandizzo együttesében, ahol 30 mérkőzésen 27 gólt szerzett. 2012-ben Diagne a Serie D-ben szereplő AC Bra játékosává vált, ahol 29 bajnokin 23-szor volt eredményes.

### Juventus
2013 júliusában Mbaye-ét leigazolta az olasz bajnok Juventus, amely kölcsönadta a francia AC Ajaccio-nak, ligamérkőzésen azonban nem játszott. Később a belga Lierse SK-hoz került, ahol 2014. január 31-én debütált, 25. percben lőtt góljával az Anderlecht ellen, következő meccsén, február 8-án pedig háromszor talált be a Mons kapujába. 2014. augusztus 2-án a szaúd-arábiai kupát megnyerő es-Sabáb vette kölcsön. Az en-Naszr ellen debütált egy szuperkupa mérkőzésen, ahol tizenhét percet kapott a rendes játékidőben és plusz harmincat a ráadásban. A tizenegyespárbaj során büntetőt rontott, de csapata mégis nyert. Január 5-én a belga élvonalban szereplő KVC Westerlo-hoz került kölcsönbe, ahol 11 bajnokin 3 gólt szerzett.

### Újpest
2015 nyarán Mbaye négyéves szerződést írt alá az Újpest FC-vel, ahol befejező csatárként volt szüksége rá a magyar csapatnak. A liláknál a Szombathelyi Haladás ellen mutatkozott be 30 perc erejéig, később már kezdőként játszott a Diósgyőr otthonában. Harmadik mérkőzését éppen csapata nagy riválisa, az addig a bajnokságban hibátlanul szereplő, zöld-fehér színű Ferencváros ellen játszhatta. A derbin már a harmadik percben vezetést szerzett az Újpest, éppen Mbaye révén, aki fejjel lőtte be első találatát. A gól után odarohant a kispadhoz, ahol kapott egy mobiltelefont, és gólörömképpen készített magáról egy szelfit. A mérkőzést azonban elvesztették a lila-fehérek, Böde Dániel duplájával szerezte meg a rivális a három pontot, és maradt továbbra is hibátlan teljesítménnyel a tabella élén. Később betalált az MTK és a Debrecen kapujába, így három góllal átvette az Újpest házi góllövőlistájának vezetését.
Október 24-én, a Vasas elleni hazai mérkőzésen, a csereként beállt Kabát Péter kiharcolt egy büntetőt, amelyet ő akart elvégezni. Mbaye azonban jogosan vette el a labdát, mivel ő volt kijelölve a 11-es rúgónak, ám ezért csapattársa bocsánatkérést vár. Diagne értékesítette a büntetőt, és öt perccel később ismét betalált.
December 1-jén megszerezte kilencedik bajnoki gólját a Puskás Akadémia ellen, amely csúcsbeállítás, hiszen Újpesten a 2001-2002-es szezon óta nem sikerült külföldi játékosnak ennyi gólt lőnie. A Diósgyőr ellen tizedszer talált be, ezzel a lila-fehér alakulatnál ő számít minden idők legeredményesebb légiósnak. December 12-én a Ferencváros Újpest rangadón ismét fejjel juttatta csapatát előnybe, azonban gólja ezúttal győzelmet ért.
Januárban Diagne előbb édesanyja betegségére, később fáradtságra hivatkozva kapott szabadságot klubjától. Így a felkészülés első mérkőzését is kihagyta a Monor SE csapata ellen. Később kiderült, hogy Diagne iránt érdeklődik a portugál Sporting CP, és képes lenne 1,5 millió eurós összeget kínálni a csatárért. Sajtóhírek szerint Mbaye a lisszaboni klubnál csak a B-csapatban jutott volna szerephez, ezért végül nem fogadta el az ajánlatot. Klubja törökországi edzőtáborába nem utazott el, ezért úgy tűnt mindenképpen távozni fog. Végül a kínai bajnokságban szereplő Tiencsin Teda ajánlatát fogadta el az Újpest és Diagne távozott a lila-fehérektől.

### Tiencsin Teda
2016 február 6-án írt alá a Kínai Szuper Ligában szereplő tiencsini csapathoz. A 2016-os bajnokságban 28 mérkőzésen tíz gólt szerzett, csapata a 11. helyen zárta a bajnokságot. A 2017-es idényben 17 találkozón hatszor volt eredményes.

### Kasımpaşa Spor Kulübü
2018. január 16-án a török első osztályú Kasımpaşa csapatához igazolt. Fél szezon alatt 17 bajnokin 12 alkalommal talált a kapuba. A 2018-2019-es szezon első felében tizenhét bajnoki mérkőzésen húsz alkalommal volt eredményes, összességében harmincnégy bajnoki találkozón harminckét gólt szerzett.

### Galatasaray
2019. január 30-án aláírt a Galatasaray csapatához. A 2019-2020-as szezonban török bajnokságot nyert az isztambuli csapattal. A 2020-2021-es idény első felében 18 tétmérkőzésen 11 alkalommal volt eredményes.

### Club Brugge
2019. szeptember 2-án a belga élvonalban szereplő Club Brugge vette kölcsön. 2019 őszén a Bajnokok Ligája csoportkörében is pályára léphetett, ahol a francia Paris Saint-Germain elleni találkozón a vezetőedző Philippe Clement utasítása ellenére is ő végezte el a csapata számára megítélt büntetőt, amelyet végül kihagyott. A koronavírus-járvány miatt félbeszakított 2019-2020-as idényt követően visszatért a Galatasarayhoz.

### West Bromwich Albion
2021. január 29-én a szezon végéig kölcsönbe került az angol Premier League-ben szereplő West Bromwich Albion. 2021. január 30-án mutatkozott be a birminghami csapatban.

### Fatih Karagümrük
2022. július 18-án a török Fatih Karagümrük 2022. augusztus 31-ig szerződtette.

### El-Kádiszijja
2023. július 13-án az el-Kádiszijja szerződtette.

### Neom
2024. július 16-án aláírt a Neom csapatához.

### A válogatottban
Diagne 2018. szeptember 9-én mutatkozott be a szenegáli válogatottban egy Madagaszkár elleni afrikai nemzetek kupája selejtezőn.

## Mérkőzései a szenegáli válogatottban
| #   | Dátum               | Ellenfél    | Eredmény | Kiírás                            | Esemény                |
| --- | ------------------- | ----------- | -------- | --------------------------------- | ---------------------- |
| 1.  | 2018. szeptember 9. | Madagaszkár | 2 – 2    | ANK-selejtező                     | 90'                    |
| 2.  | 2018. október 13.   | Szudán      | 3 – 0    | ANK-selejtező                     | 74'                    |
| 3.  | 2018. október 16.   | Szudán      | 1 – 0    | ANK-selejtező                     | 60'                    |
| 4.  | 2019. március 26.   | Mali        | 2 – 1    | barátságos mérkőzés               | 62'                    |
| X   | 2019. június 8.     | Real Murcia | 7 – 0    | nem-hivatalos barátságos mérkőzés | 17 (11-esből)' 20' 25' |
| 5.  | 2019. június 16.    | Nigéria     | 1 – 0    | barátságos mérkőzés               | 70'                    |
| 6.  | 2019. június 27.    | Algéria     | 0 – 1    | ANK-csoportkör                    | 73'                    |
| 7.  | 2019. július 5.     | Uganda      | 1 – 0    | ANK-nyolcaddöntő                  | 85'                    |
| 8.  | 2019. július 10.    | Benin       | 1 – 0    | ANK-negyeddöntő                   | 64'                    |
| 9.  | 2019. július 14.    | Tunézia     | 1 – 0    | ANK-elődöntő                      | 63'                    |
| 10. | 2019. július 19.    | Algéria     | 0 – 1    | ANK-döntő                         | 75'                    |

## Sikerei, díjai

### Klub
es-Sabáb:
- Szaúd-arábiai labdarúgó-szuperkupa: 2014

Juventus:
- Olasz labdarúgó-szuperkupa: 2015

Galatasaray:
- Török bajnokság: 2018-19
- Török labdarúgókupa: 2018-19

- Club Brugge
  - Belga bajnokság: 2019–20

- el-Kádiszijja
  - Szaúdi First Division League: 2023–24

- Neom
  - Szaúdi First Division League: 2024–25

### Egyéni
- Török bajnokság gólkirály: 2018-19 (30 gól)
- Szaúdi First Division League gólkirály: 2023–24 (26 gól)

## Fordítás
Ez a szócikk részben vagy egészben  a   Mbaye Diagne (footballer) című angol Wikipédia-szócikk fordításán alapul.  Az eredeti cikk szerkesztőit annak laptörténete sorolja fel. Ez a jelzés csupán a megfogalmazás eredetét és a szerzői jogokat jelzi, nem szolgál a cikkben szereplő információk forrásmegjelöléseként.